# Himerta townesorum
Himerta townesorum är en stekelart som beskrevs av Leblanc 1989. Himerta townesorum ingår i släktet Himerta och familjen brokparasitsteklar. Inga underarter finns listade i Catalogue of Life.